# Уайт, Клайв
Клайв Брэдли Уайт (англ. Clive Bradley White; род. 2 мая 1940, Харроу, Мидлсекс) — английский футбольный арбитр.

## Карьера
Уайт дебютировал в качестве главного арбитра матчей Английской футбольной лиги в 1973 году в возрасте 33 лет; до этого 4 года он отработал боковым помощником. Он быстро прогрессировал и к 1978 году получил международную категорию арбитра ФИФА.
В 1982 году Уайт удостоился чести судить финальный матч Кубка Англии, в котором на «Уэмбли» сошлись две лондонские команды — «Тоттенхэм Хотспур» и «Куинз Парк Рейнджерс». Игра закончилась вничью, и Клайв был назначен также и на его переигровку, в которой за счёт одного реализованного на 6-й минуте пенальти победу одержали «шпоры».
Уайт был включён в список арбитров, которые должны были отсудить игры чемпионата мира 1982 года в Испании. На турнире он провёл три матча: один в качестве главного судьи, в котором Бельгия сыграла вничью 1:1 с Венгрией, а также две игры — СССР против Новой Зеландии и СССР против Польши — помощником судьи.
На этом этапе Уайт зарекомендовал себя как один из лучших арбитров Англии. Однако на пике карьеры он был обвинён в жульничестве и с 30 июля 1982 года выведен из списка судей Английской лиги.